# ファンタジー・レコード

1971年から2000年代中盤まで使用されたロゴ

ファンタジー・レコード（Fantasy Records）は、1949年にマックス・ウェイス、ソル・ウェイスの兄弟によって、アメリカ合衆国カリフォルニア州サンフランシスコバークレーに設立したジャズを中心にリリースしたレコード・レーベル。
21世紀に入ってほどなくしてからコンコード・レコードの傘下に入った。ジャズ・レーベルの再発用のレーベル、オリジナル・ジャズ・クラシックス（OJC）のほか、多数のレーベルを持つ。
日本での販売元はビクターエンタテインメントを主としていたが、2006年にアメリカ本国の配給元がユニバーサル ミュージック グループになったために、日本もユニバーサル・ミュージック・ジャパンに移っている。

## 沿革
- 1949年 マックス・ウェイス、ソル・ウェイスの兄弟によって、カリフォルニア州サンフランシスコバークレーに設立。
- 1951年 最初の子会社、ギャラクシー・レコードを設立。
- 1971年 グッド・タイム・レコード、プレスティッジ・レコード、デビュー・レコードを買収[2]。
- 1972年 マイルストーン・レコード、リバーサイド・レコードを買収。
- 1977年 スタックス・レコードを買収。
- 1983年 ジャズ専門レーベル、オリジナル・ジャズ・クラシックス（OJC）を設立、いくつかのジャズ系レーベルがこのレーベルよりリイシューされ始める。
- 1984年 コンテンポラリー・レコードを買収、OJCよりリイシューし始める。
- 1987年 パブロ・レコードを買収、OJCよりリイシューし始める。
- 1991年 スペシャルティ・レコードを買収。
- 1995年 タコマ・レコードを買収。キッチング・ミュール・レコードを設立。
- 2004年 コンコード・レコードに買収され、コンコード・ミュージック・グループの傘下に入る。

## レーベル
- ファンタジー・レコード Fantasy Records (1949年) (*)
- ギャラクシー・レコード Galaxy Records (1951年) (*)
- グッド・タイム・レコード Good Time Records (1971年)
- プレスティッジ・レコード Prestige Records (1971年) (*)
- デビュー・レコード Debut Records (1971年) (*)
- マイルストーン・レコード Milestone Records (1972年) (*)
- リバーサイド・レコード Riverside Records (1972年) (*)
  - ジャズランド・レコード Jazzland Records (1972年) (*)
- スタックス・レコード Stax Records Records (1977年)
- コンテンポラリー・レコード Contemporary Records  (1984年) (*)
- パブロ・レコード Pablo Records (1987年) (*)
- スペシャルティ・レコード Specialty Records (1991年)
- タコマ・レコード Takoma Records (1995年)
- キッチング・ミュール・レコード Kicking Mule Records (1995年)

※括弧内は創設時またはファンタジーへの参入時の年次。
※*はオリジナル・ジャズ・クラシックスよりリイシューされていたレーベル、1984年に創設。

## 主なアーティスト
- デイヴ・ブルーベック
- カル・ジェイダー
- ヴィンス・ガラルディ
- モンゴ・サンタマリア
- クリーデンス・クリアウォーター・リバイバル
  - ジョン・フォガティ
- デューク・エリントン
- ウディ・ハーマン
- ビル・エヴァンス